# Uličské Krivé
Uličské Krivé (bis 1927 slowakisch „Krivé“; ungarisch Görbeszeg – bis 1907 sowie 1939–1945 Ulicskriva) ist eine Gemeinde im Okres Snina (Prešovský kraj) im äußersten Osten der Slowakei mit 225 Einwohnern (Stand 31. Dezember 2024) in der traditionellen Landschaft Zemplín.

## Geographie

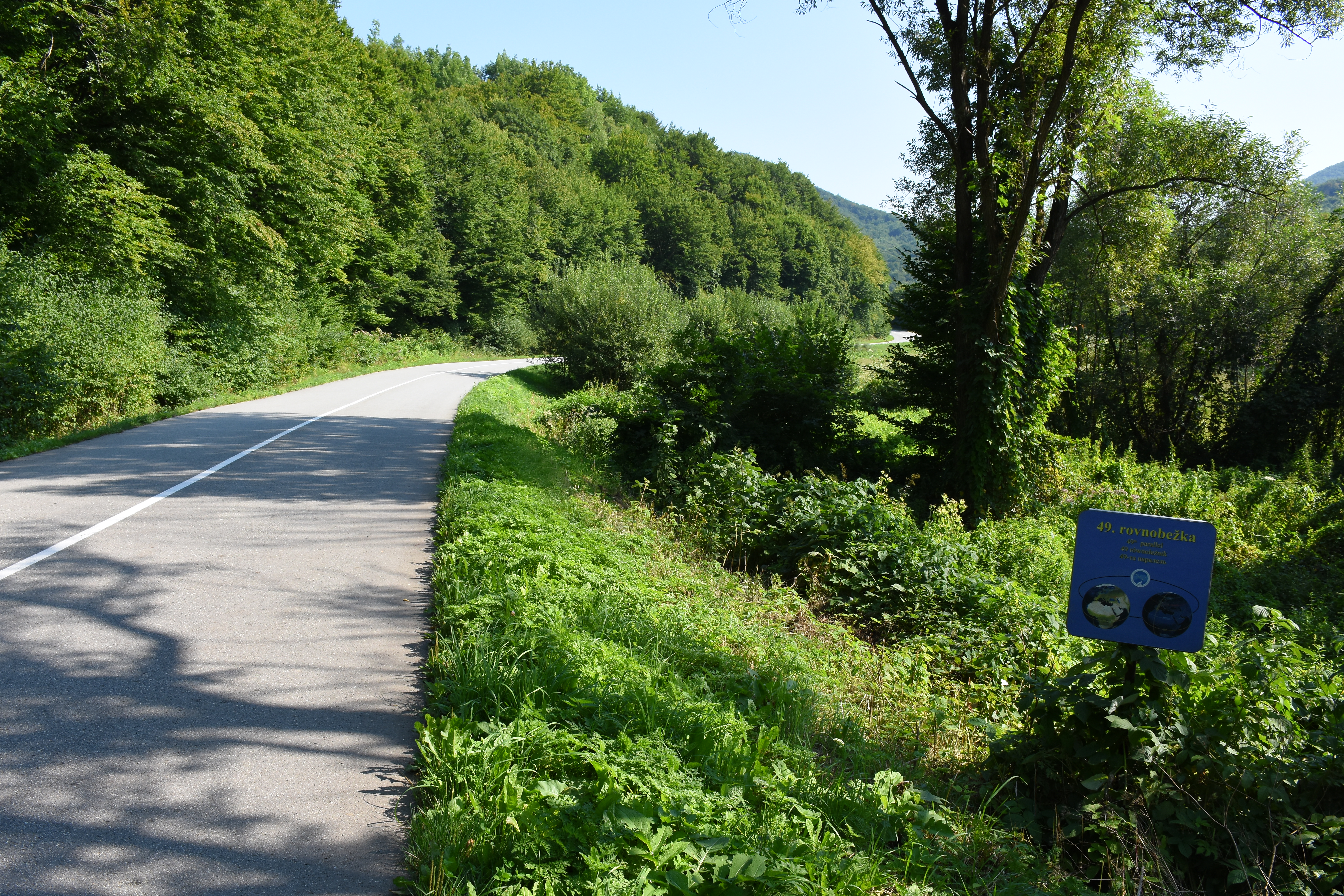
Landschaft entlang der Straße Richtung Zboj, rechts kleine Tafel, die den 49. Breitengrad markiert

Die Gemeinde befindet sich im Südteil des Gebirges Bukovské vrchy im Tal des Baches Zbojský potok, nahe der Staatsgrenze zur Ukraine. Südöstlich des bebauten Ortsgebiets liegt das nationale Naturreservat Rožok, seit 2007 Teil der UNESCO-Welterbestätte „Buchenurwälder in den Karpaten“. Teile des Gemeindegebiets gehören zum Nationalpark Poloniny. Das Ortszentrum liegt auf einer Höhe von 284 m n.m. und ist 36 Kilometer von Snina entfernt.
Nachbargemeinden sind Zboj im Norden und Nordosten, Strytschawa (UA) im Osten, Ulič im Süden, Kolbasov im Westen und Ruský Potok im Nordwesten.

## Geschichte

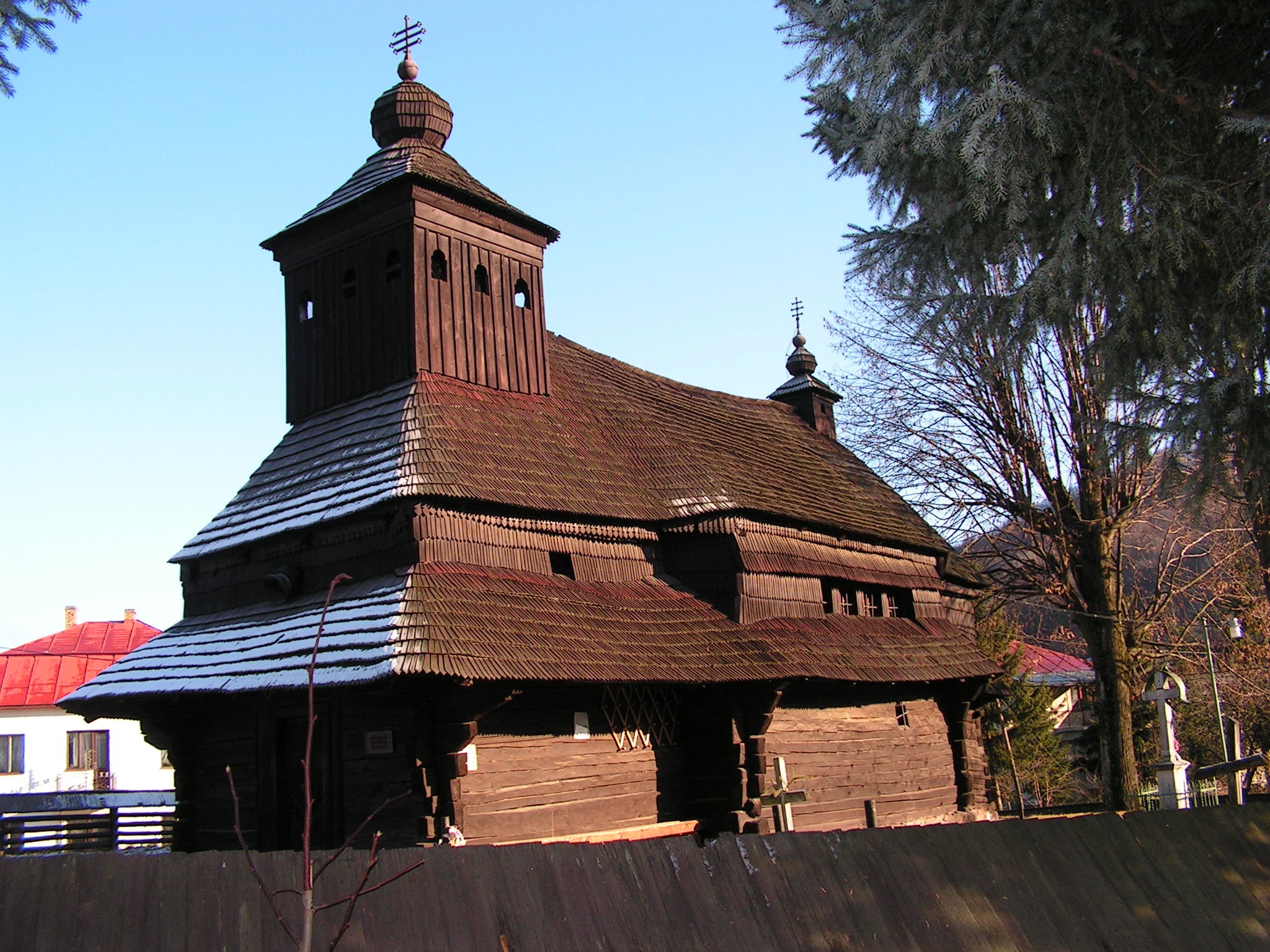
Holzkirche in Uličské Krivé

Der Ort wurde zum ersten Mal 1478 als Kriwa schriftlich erwähnt. Eine Neugründung nach walachischem Recht erfolgte gegen 1550, 1567 war eine Steuer von dreieinhalb Porta zu bezahlen. Das Dorf war Teil des Herrschaftsguts von Humenné und somit Besitz des Geschlechts Drugeth, im 18. Jahrhundert war es Besitz der Familie Kiss. 1828 zählte man 43 Häuser und 326 Einwohner, die vorrangig als Forstarbeiter und Weber beschäftigt waren.
Bis 1918 gehörte der im Komitat Semplin liegende Ort zum Königreich Ungarn und kam danach zur Tschechoslowakei beziehungsweise heute Slowakei. Infolge des Slowakisch-Ungarischen Krieges gehörte das Dorf 1939–1944 noch einmal zu Ungarn.

## Bevölkerung
| Jahr                | 1994 | 2004     | 2014    | 2024     |
| ------------------- | ---- | -------- | ------- | -------- |
| Anzahl der Personen | 321  | 277      | 260     | 225      |
| Unterschied         |      | −13,70 % | −6,13 % | −13,46 % |

| Jahr                | 2023 | 2024    |
| ------------------- | ---- | ------- |
| Anzahl der Personen | 236  | 225     |
| Unterschied         |      | −4,66 % |

Nach der Volkszählung 2011 wohnten in Uličské Krivé 268 Einwohner, davon 188 Slowaken, 52 Russinen, sechs Ukrainer, zwei Tschechen sowie jeweils ein Deutscher und Serbe. 18 Einwohner machten keine Angabe zur Ethnie.
166 Einwohner bekannten sich zur griechisch-katholischen Kirche, 62 Einwohner zur orthodoxen Kirche, sieben Einwohner zur römisch-katholischen Kirche und zwei Einwohner zur apostolischen Kirche. 10 Einwohner waren konfessionslos und bei 21 Einwohnern ist die Konfession nicht ermittelt.

## Bauwerke und Denkmäler

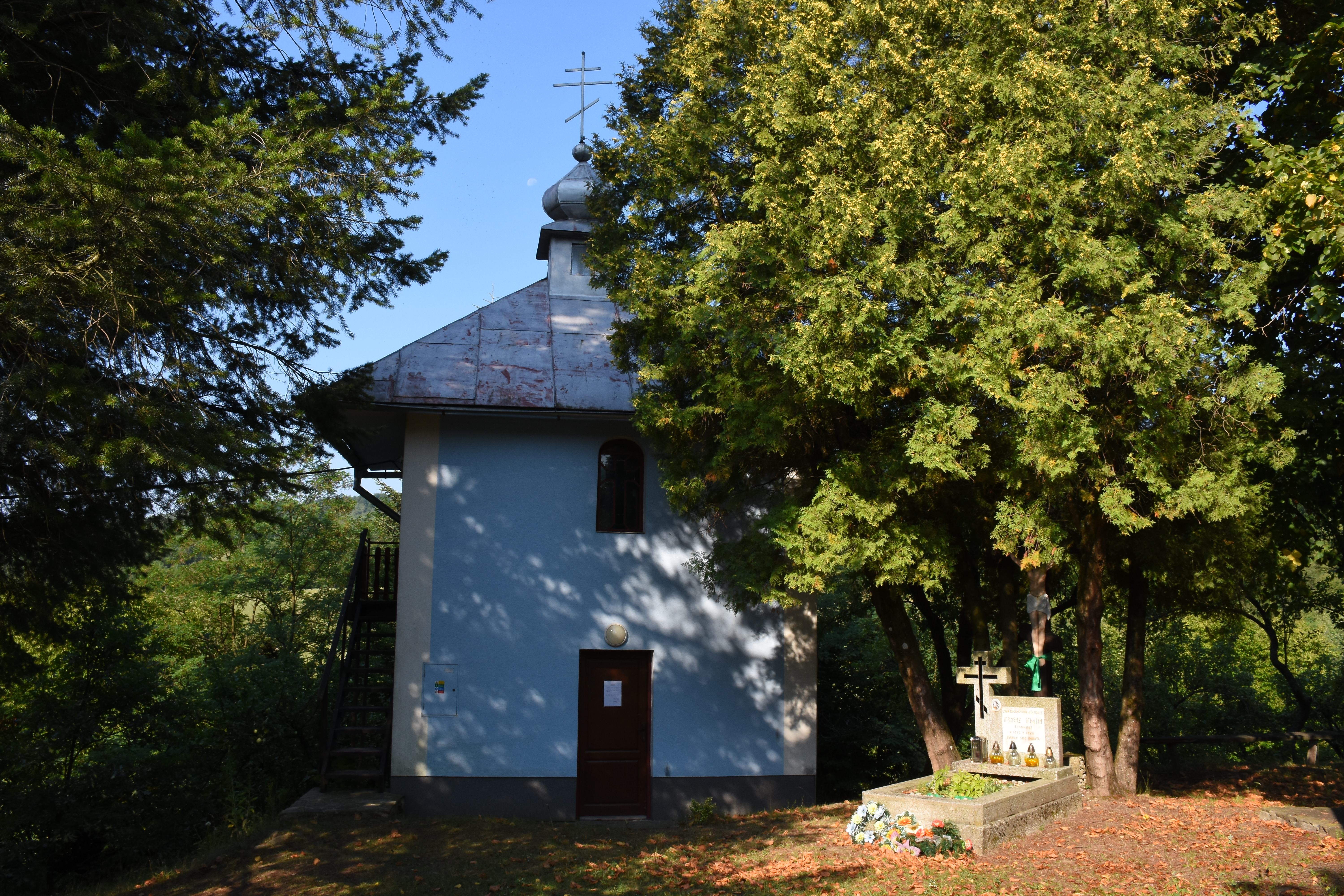
Orthodoxe Kapelle

- griechisch-katholische Holzkirche Erzengel Michael aus dem Jahr 1718, nationales Kulturdenkmal
- orthodoxe Kapelle aus dem Jahr 1965
- orthodoxe Kirche